# (16562) 1992 AV1
1992 أي في 1 (ويعرف أيضًا باسم (16562) 1992 أي في 1 وفق تسمية الكوكب الصغير) (بالإنجليزية: 1992 AV1)‏ هو كويكب ضمن حزام الكويكبات؛ وترتيبه 16562 من حيث الاكتشاف.
اكتُشف هذا الجُرم الفلكي بواسطة اليانور إف. هيلين في 9 يناير 1992.

## وصلات خارجية
- (16562) 1992 AV1 في قاعدة بيانات مختبر الدفع النفاث لأجرام النظام الشمسي الصغيرة

- الاكتشاف · مخطط المدار ·  العناصر المدارية · المعلمات المادية

- (16562) 1992 AV1 على موقع ويكي سكاي: DSS2, SDSS, GALEX, IRAS, Hydrogen α, X-Ray, Astrophoto, Sky Map, Articles and images